# (2878) Panacée
(2878) Panacée (désignation internationale (2878) Panacea) est un astéroïde de la ceinture principale.

## Description
(2878) Panacée est un astéroïde de la ceinture principale. Il fut découvert le 7 septembre 1980 à la station Anderson Mesa par Edward L. G. Bowell. Il présente une orbite caractérisée par un demi-grand axe de 3,05 UA, une excentricité de 0,08 et une inclinaison de 10,3° par rapport à l'écliptique.